# Diffluenz

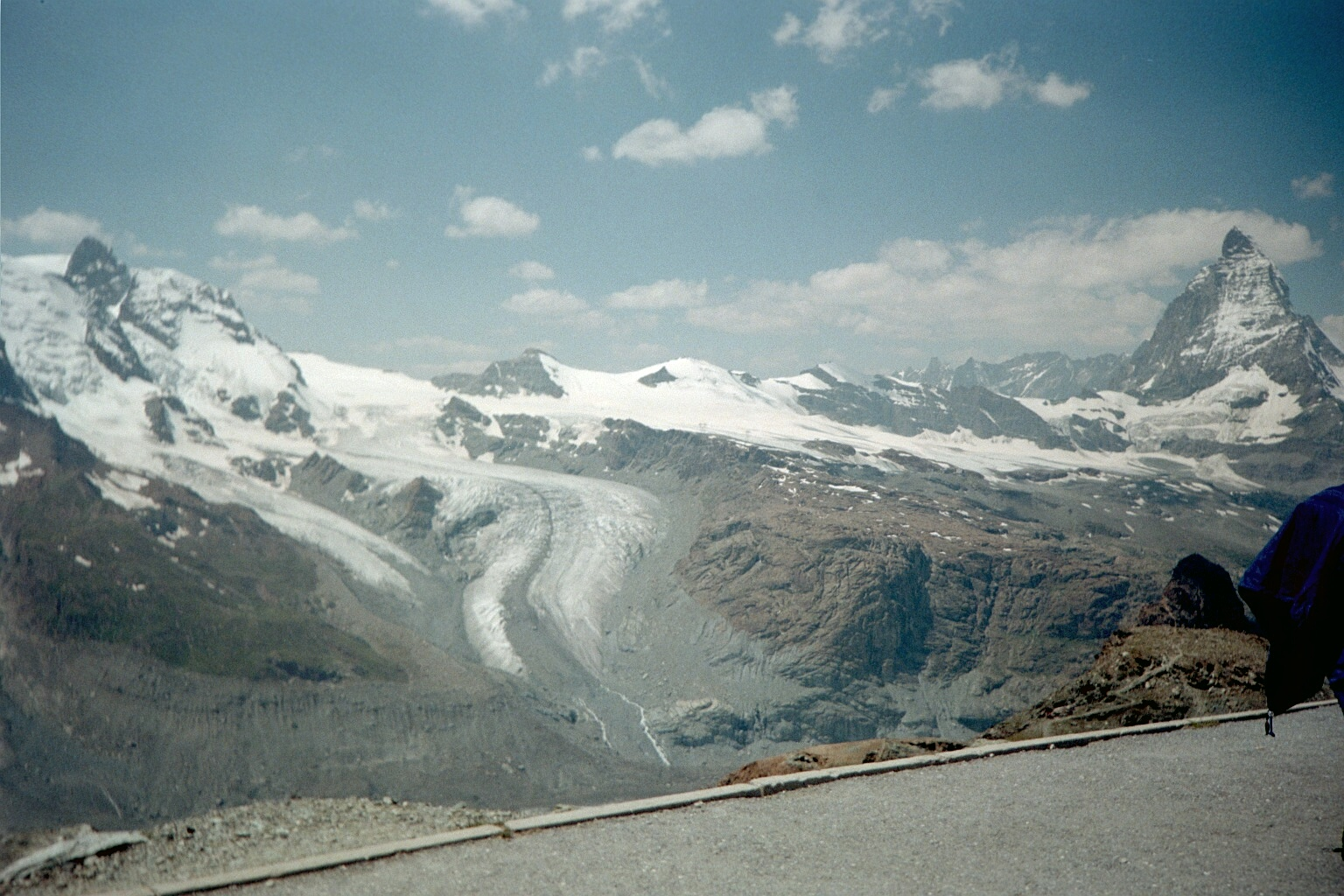
Diffluenz des Theodulgletschers oberhalb von Zermatt, der sich südwestlich des Klein Matterhorns (links) in den Unteren Theodulgletscher (Bildmitte) und Oberen Theodulgletscher (rechts) verzweigt.

Diffluenz (von lat. dif, ‚auseinander‘, + fluere, ‚fließen‘) ist ein Terminus aus der Glaziologie und bezeichnet die Aufspaltung eines Gletschers in mehrere Teilarme. Etabliert wurde der Begriff Anfang des 20. Jahrhunderts von Albrecht Penck, als er die formbildenden Einflüsse eiszeitlicher Gletscher in den Alpen untersuchte. Auch heute wird der Begriff fast ausschließlich im geomorphologen Kontext verwendet und zwar vor allem bei der Untersuchung der Entstehungsprozesse von Talungen. Eine Diffluenz liegt vor, wenn ein Gletscher, der ein fluvial vorgeformtes Tal ausfüllt, über die Talhänge in ein Nachbartal überfließt.
Im Bereich einer ehemaligen Diffluenz können nach Abschmelzen der Gletscher Geländestufen auftreten, sogenannte Diffluenzstufen. Zum einen wird so der Talhang des Haupttals zur Öffnung des hängenden Seitentals des abzweigenden kleineren Zweigs bezeichnet. Zum anderen steht der Terminus für eine dem allgemeinen Gefälle des Tales entgegengesetzten Geländestufe im Haupttal unterhalb des Verzweigungspunkts. Letztere könnte sich ausbilden, da an dieser Stelle die glaziale Erosion aufgrund des verringerten Eisdrucks und der geringeren Fließgeschwindigkeit abnimmt.
Ein Beispiel für eine Diffluenz während der Würmeiszeit trat beim Rheingletscher bei Sargans in der Ostschweiz auf. Ein Teil des von Süden kommenden Gletschers floss nicht in nördlicher Richtung durch das Rheintal, sondern in nordwestlicher Richtung durch das Seeztal und die Walensee-Talung.
Manchmal wird zwischen Diffluenz und Transfluenz unterschieden. Letzterer Ausdruck wird verwendet, wenn der Übertritt nicht über die seitlichen Talhänge erfolgt, sondern bereits im Talursprung und damit Gletschereis über eine Hauptwasserscheide in ein anderes Talsystem übertritt.